# Spektiv

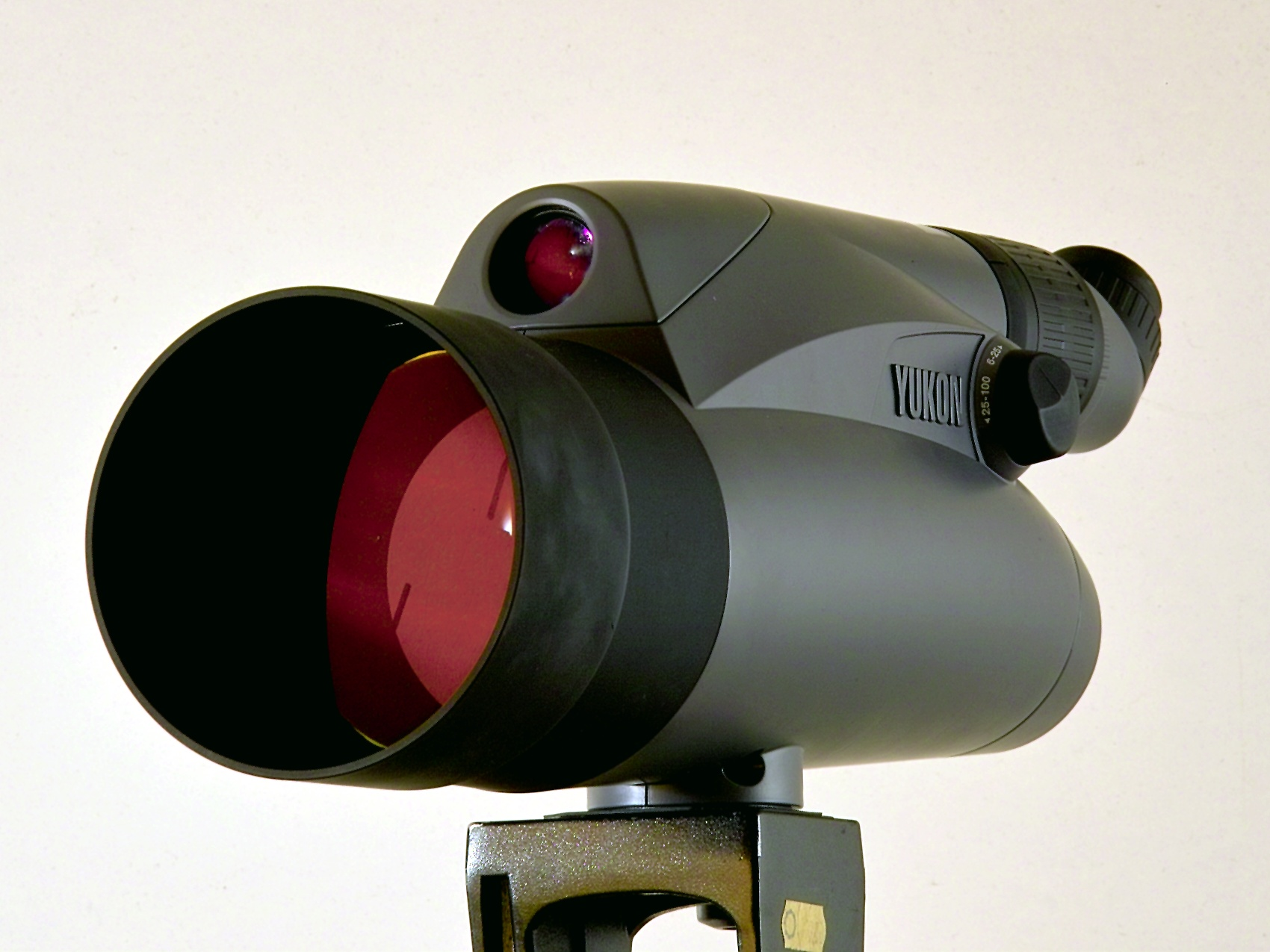
Spektiv litevské společnosti Yukon

Pozorovací dalekohled (také spektiv) je vysoce přesný dalekohled pro pozorování vzdálených předmětů na zemském povrchu. Využívá se v ornitologii, zeměměřičství, při lovu, ostrostřelbě. Provedení většinou bývá pro jedno oko, tedy monokulární. Pro stabilitu se spektiv nasazuje na stativ, lze jej také připevnit na vrch pušky či fotoaparátu.